# 鹿屋中継局
鹿屋中継局（かのやちゅうけいきょく）は、鹿児島県鹿屋市に設置されている大隅半島における基幹中継局の通称。
テレビ・FMラジオ放送の中継局は高隈山地にあり、鹿児島県を放送対象地域とする放送局が設置している。800MHz帯デジタルMCAの中継局やかのやコミュニティ放送（FMかのや）の送信所は鹿屋市南部の横尾岳に設置されている。
当項ではFMかのやの送信所と、かつて存在したAMラジオ放送（中波）・アナログテレビ放送の送信所についても記載する。

## 放送局
アナログテレビ放送（放送局は下記参照）および県域FM局（下記参照）の中継局は高隈山系御岳6合目の海抜920-930メートル付近に、デジタルテレビ放送の中継局は海抜700メートル付近に、コミュニティFMのFMかのやの送信所は横尾岳に立地する。AMラジオ放送に関しては南日本放送（MBCラジオ）が2003年3月まで鹿屋市札元の寿自動車学校付近に中継局を設けており、終戦直後の一時期にはアメリカ軍が放送局を置いていた。放送エリアは下記を参照。
鹿屋市を始め大隅半島の大部分の地域では、宮崎県の放送局（テレビ・FM）の親局が設置されている鰐塚山からの電波を容易に受信できることから、南日本放送（MBCテレビ）と鹿児島テレビ放送（KTS）の中継局設置は宮崎民放への対抗策とされていた。MBCは宮崎放送（MRT）のテレビ本放送開始を受けて、急遽鹿屋中継局の設置計画を建てている。この際、NHK鹿児島放送局にも協力を仰いだが、「NHKの受信は可能」と当初は後ろ向きの反応だったという（結果的にはMBCテレビと同時開局）。また、KTSも1970年4月に中継局を開局させたが、地元住民は同月に開局したテレビ宮崎（UMK）を中心に視聴していた。このため、同年夏に県立鹿屋工業高校の戸別訪問による鹿屋中継局の受信キャンペーンを実施した。
地上デジタル放送に関しては、アナログ放送の開始時と同様の対策はなされなかった。鹿児島や宮崎の両親局の開局からは10か月遅れとなり、鹿児島県内の3つの中継局（阿久根・枕崎・蒲生）と同日の開局となった。

### 年表

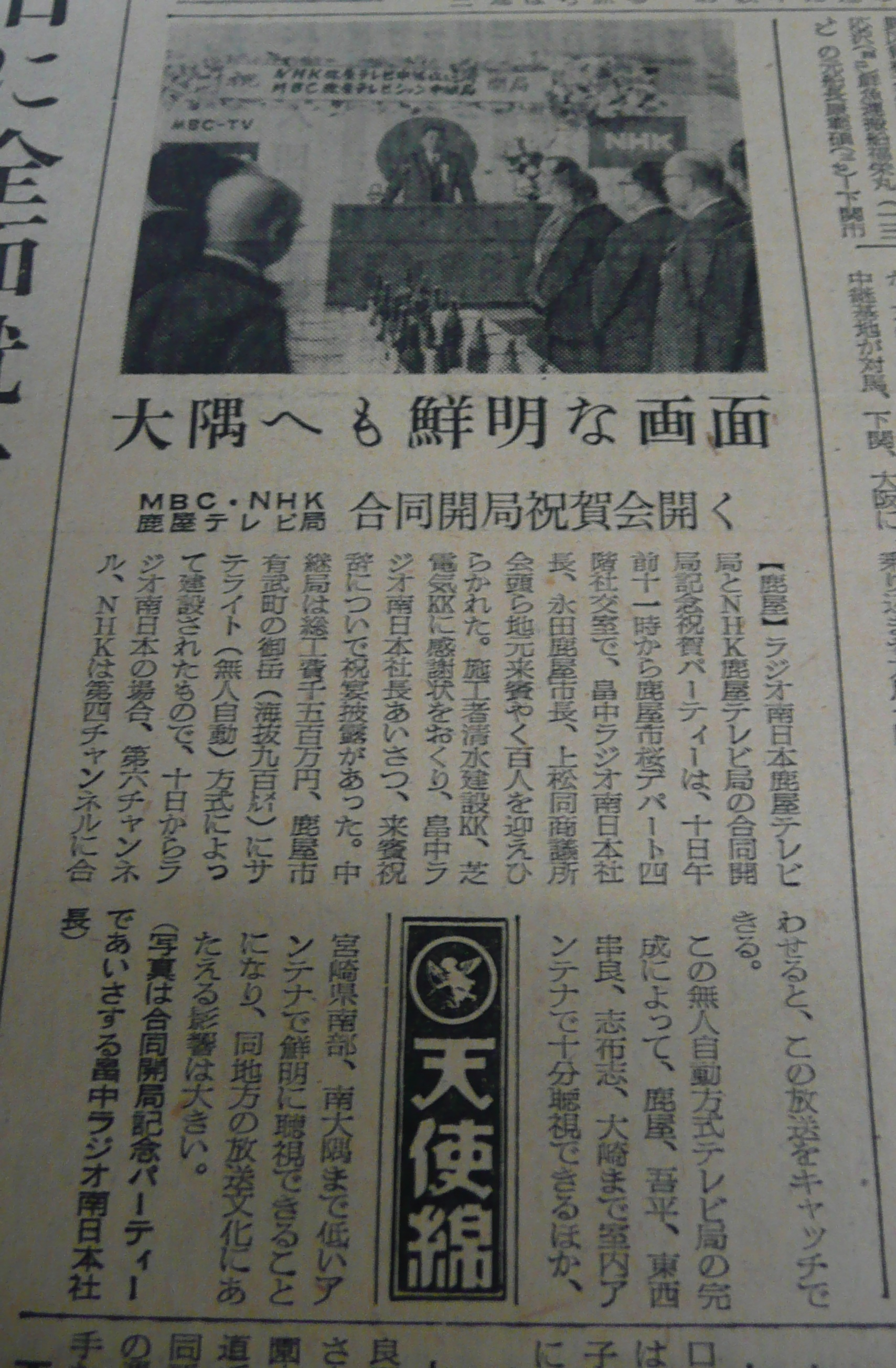
アナログテレビ中継局の開局式典（『南日本新聞』1960年11月11日）

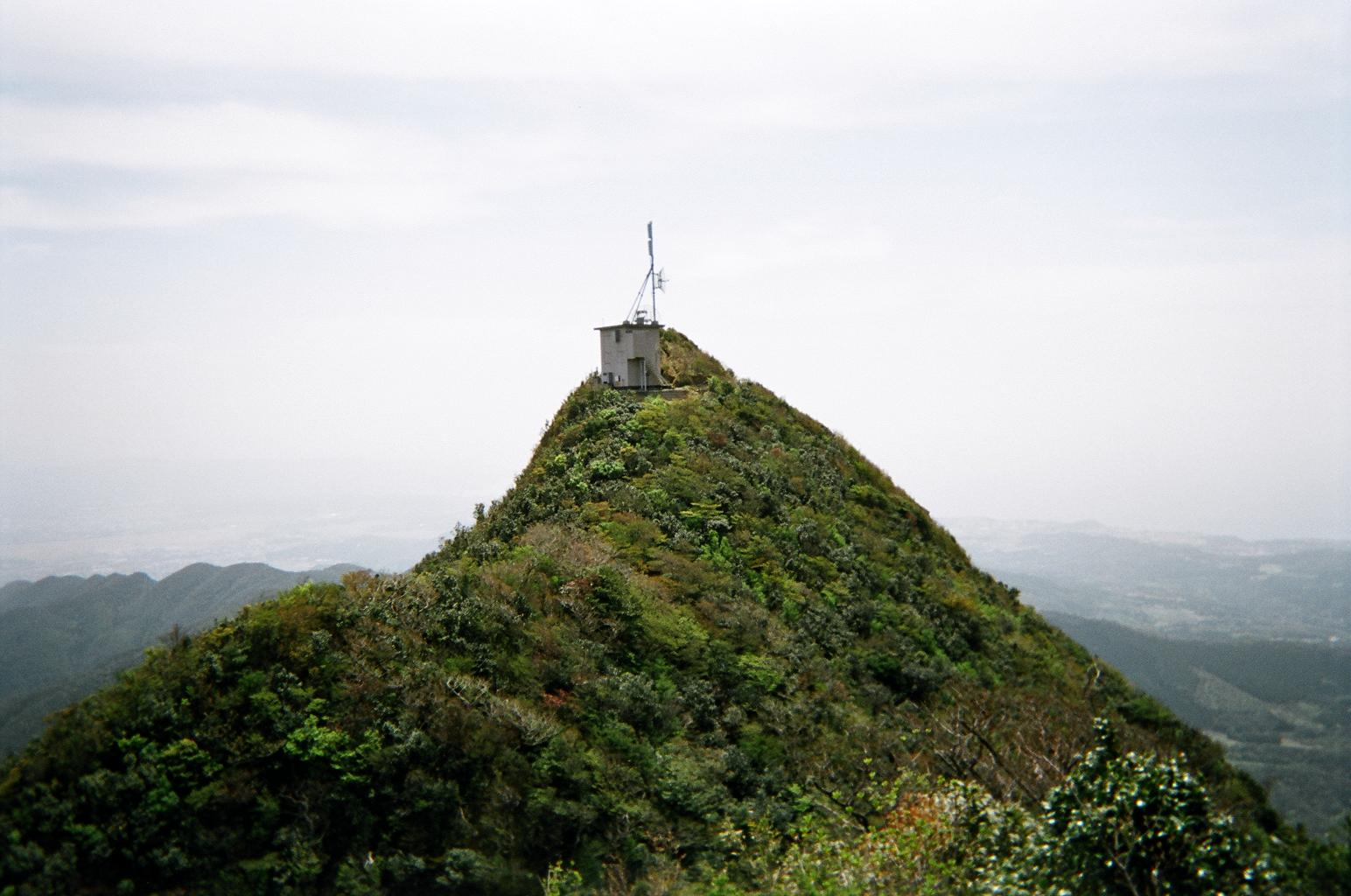
KTSとKYTのアナログ中継局（2006年）

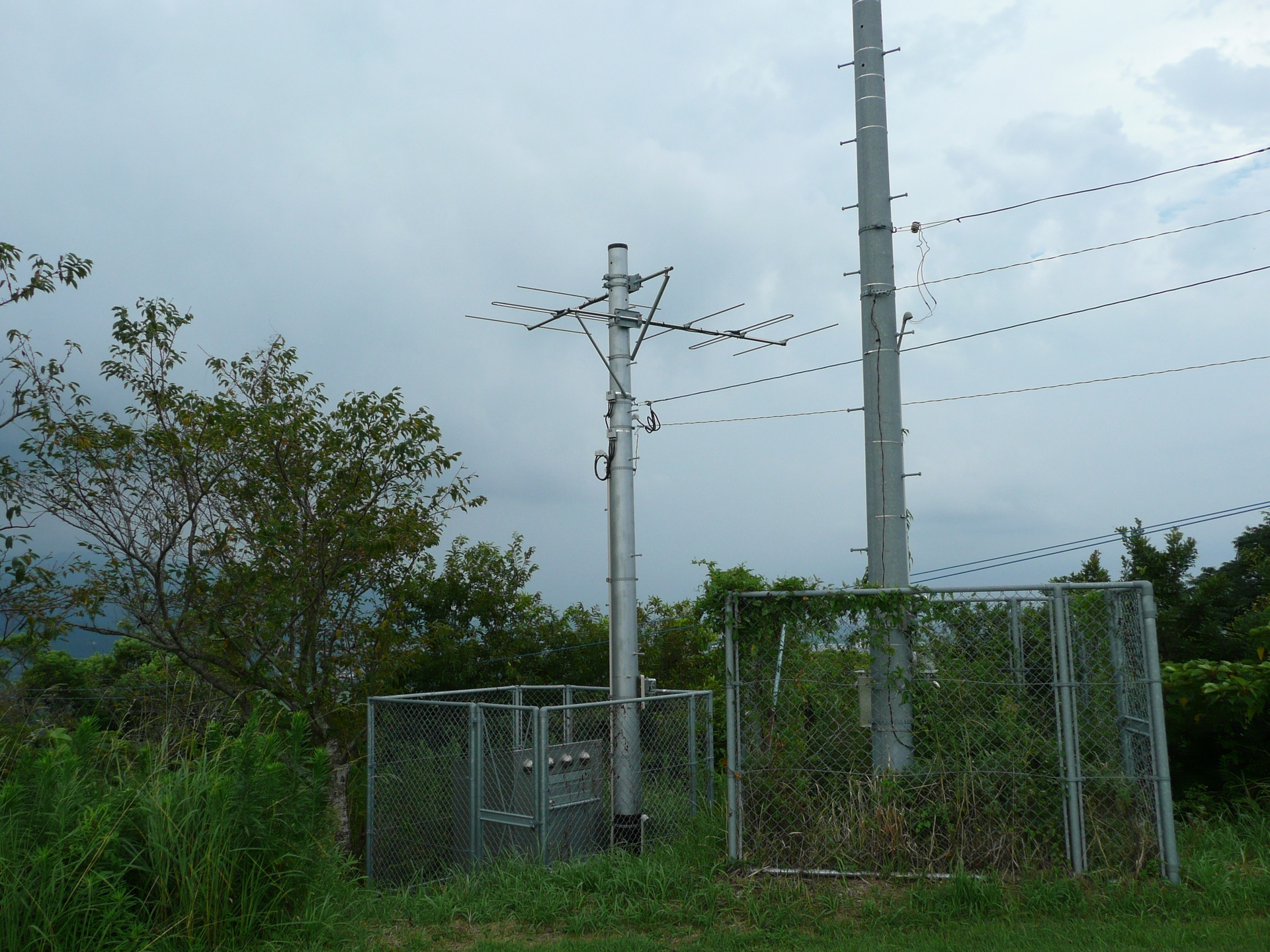
FMかのや開局当時の送信アンテナ（鹿屋市野里町・霧島ヶ丘）

上述の通り宮崎県の鰐塚山送信所の存在が鹿屋中継局の設置に影響しているため、参考として鰐塚山送信所の開局時期を太字で付記する。NHK-FM放送の正式な本放送開始日は1969年3月。
- （年代不明） - 極東空軍（アメリカ軍）がAMラジオの放送局を設置。コールサインはWLKA。
- 1948年2月 - 極東空軍のラジオ放送局が廃局。
- 1960年
  - 7月1日 - NHK宮崎放送局の総合テレビが本放送開始。
  - 8月 - 南日本放送（当時はラジオ南日本、MBCテレビ）がテレビ中継局の建設を開始する。
  - 9月30日 - MBCテレビに対して予備免許交付。
  - 10月1日 - 宮崎放送（当時はラジオ宮崎テレビ、MRTテレビ）が本放送開始。
  - 11月1日 - NHK鹿児島放送局・MBCテレビが試験電波を発射。
  - 11月10日 - NHK鹿児島放送局の総合テレビとMBCテレビが本放送開始。開局式を桜デパートにて挙行。
- 1961年
  - 1月 - 鹿屋市に本社を置く夕刊紙、南九州新聞がラジオ局設置運動を開始[5]。後に免許申請に至ったものの書類不足で却下される。
  - 1月30日 - MBCがラジオ中継局の免許を申請。
  - 12月7日 - 南日本放送（MBCラジオ）の鹿屋中継局（AMラジオ）に予備免許交付。
- 1962年
  - 6月1日 - NHK鹿児島放送局の教育テレビが本放送開始[6]。
  - 12月1日 - MBCラジオのAMラジオ中継局が本放送開始。
- 1963年12月1日 - NHK宮崎放送局の教育テレビが本放送開始。
- 1964年7月1日 - NHK宮崎放送局のFM放送の試験放送開始。
- 1966年2月20日 - NHK鹿児島放送局のFM放送の試験放送開始[7]。
- 1969年11月 - 鹿児島テレビ放送（KTS）に予備免許交付。
- 1970年
  - 3月 - KTSが試験放送開始。
  - 4月1日 - テレビ宮崎（UMK）が開局とともに本放送開始。
  - 4月16日 - KTSが本放送開始。開局式は20日に桜デパートで挙行。
- 1978年11月23日 - MBCラジオの周波数が1060kHzから1062kHzに変更。
- 1982年
  - 9月25日 - 鹿児島放送（KKB）がサービス放送を開始[8]。
  - 10月1日 - KKBが開局とともに本放送開始。
- 1984年12月1日 - エフエム宮崎が開局とともに本放送開始。
- 1992年10月1日 - エフエム鹿児島が開局とともに本放送開始。
- 1994年
  - 3月23日 - 鹿児島読売テレビ（KYT）がサービス放送開始。
  - 4月1日 - KYTが開局とともに本放送開始。
- 2003年3月31日 - MBCラジオの鹿屋中継局（AMラジオ）がこの日の放送をもって廃局。
- 2006年
  - 6月6日 - かのやコミュニティ放送（FMかのや）に予備免許交付。
  - 6月22日 - FMかのやが試験電波発射。
  - 6月23日 - FMかのやが試験放送開始。
  - 8月4日 - FMかのやに本免許交付、本放送開始。当時の送信所は霧島ヶ丘に設置されていた。
  - 12月1日 - デジタル放送の鰐塚山送信所が本放送開始。
- 2007年
  - 3月14日 - デジタル放送の鹿屋中継局が起工。
  - 7月30日 - デジタル放送の鹿屋中継局に予備免許交付。
  - 8月1日 - デジタル放送の試験電波発射（一部機器を除き受信不可）。
  - 9月19日 - デジタル放送の鹿屋中継局が竣工、試験放送（本放送と同様のサービス放送）を開始。
  - 9月26日 - デジタル放送の鹿屋中継局に本免許交付。
  - 10月1日 - デジタル放送の鹿屋中継局が本放送開始。
- 2009年6月 - FMかのやの送信所が霧島ヶ丘から横尾岳に移転。
- 2011年7月24日 - 全局アナログテレビ放送終了。
- 2015年
  - 3月31日 - MBCラジオの鹿屋FM補完中継局に対し、地域公共ネットワーク等強じん化事業費補助金の交付が決定される。
  - 時期不明 - エフエム鹿児島のERPが260W（NHK-FMと同一）から645Wに変更される。
  - 10月14日 - MBCラジオの鹿屋FM補完中継局に本免許交付。免許交付に関する総務省からの報道発表はなかった。
  - 11月1日 - MBCラジオのFM中継局が本放送開始。

### 送信設備

#### 地上デジタル放送

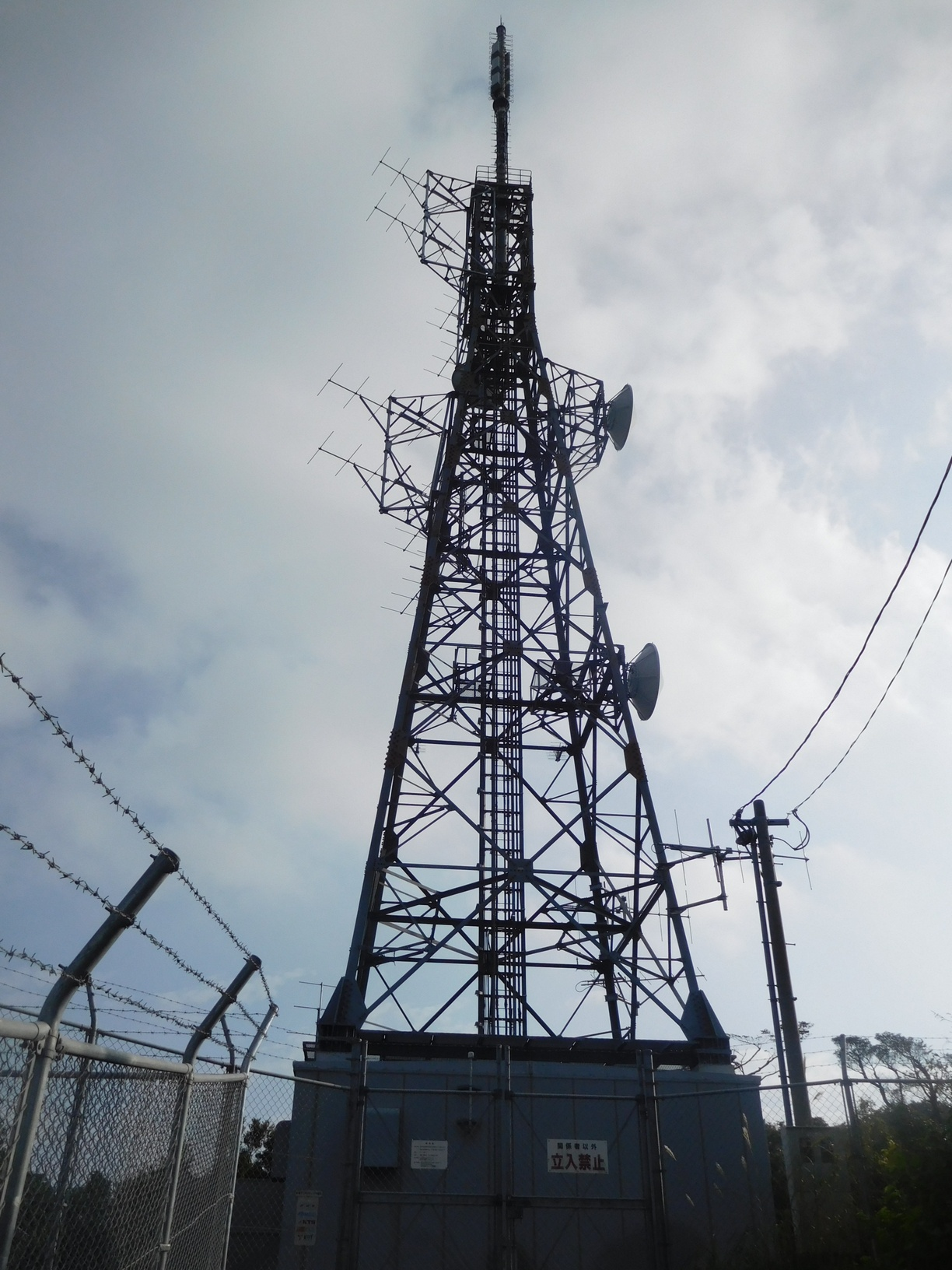
鹿屋デジタルテレビ中継局（2015年10月撮影）
新たにVHFの八木アンテナが設置されている

鹿屋デジタルテレビ中継局（現地表記）はアナログ放送とは別場所の「鹿屋市有武町鳴之尾国有林140林班れ小班」に設置し、従来と比較して200メートルほど海抜高度が下がることとなった。6局共同で建設された。KKBにおいては紫原の鹿児島本局から木床中継基地（TTL中継局。南九州市・鹿児島市境付近）を経由した電波を中継している。
デジタル中継局の候補地としては、現在地の他に国見岳（肝属山地、肝付町）、横尾岳（鹿屋市・錦江町境）などが挙げられていたが、紫原の親局からの見通しが良好であることと、アナログ放送と放送エリアがほぼ同等であり、薩摩半島南部もエリアに含められることから現在地に決定された。しかし、現在地の近隣には海上自衛隊鹿屋航空基地のレーダーサイトがあることから、影響調査が2004年8月5日に実施されることとなり、その結果、同月12日に自衛隊側から中継局設置の内諾が得られた。
2007年7月30日に九州総合通信局より放送予備免許が交付され、同年8月1日から試験電波の発射を、9月19日に試験放送を、10月1日に本放送を開始した。試験電波の発射と試験放送の開始時期は、鹿児島県内のデジタル中継局ではいずれも最初となった。
| リモコンキーID | 放送局名            | チャンネル | 空中線電力 | ERP  | 放送対象地域 | 放送区域内世帯数 | Gガイド局名表記 （×はマルチ放送の番号） | ワンセグ局名表記     |
| -------------- | ------------------- | ---------- | ---------- | ---- | ------------ | ---------------- | --------------------------------------- | -------------------- |
| 1              | MBC南日本放送       | 43ch       | 45W        | 260W | 鹿児島県     | 87,845世帯       | MBC南日本放送×                          | MBC南日本放送携帯    |
| 2              | NHK鹿児島教育       | 17ch       | 45W        | 270W | 全国放送     | 87,845世帯       | NHKEテレ×鹿児島                         | NHK携帯2             |
| 3              | NHK鹿児島総合       | 22ch       | 45W        | 270W | 鹿児島県     | 87,845世帯       | NHK総合×・鹿児島                        | NHK携帯G・鹿児島     |
| 4              | KYT鹿児島読売テレビ | 49ch       | 45W        | 260W | 鹿児島県     | 87,845世帯       | 鹿児島讀賣テレビ×                       | 鹿児島讀賣テレビ携帯 |
| 5              | KKB鹿児島放送       | 41ch       | 45W        | 260W | 鹿児島県     | 87,845世帯       | KKB鹿児島放送×                          | KKB鹿児島放送        |
| 8              | KTS鹿児島テレビ放送 | 47ch       | 45W        | 260W | 鹿児島県     | 87,845世帯       | 鹿児島テレビ放送×                       | 鹿児島テレビ放送携帯 |

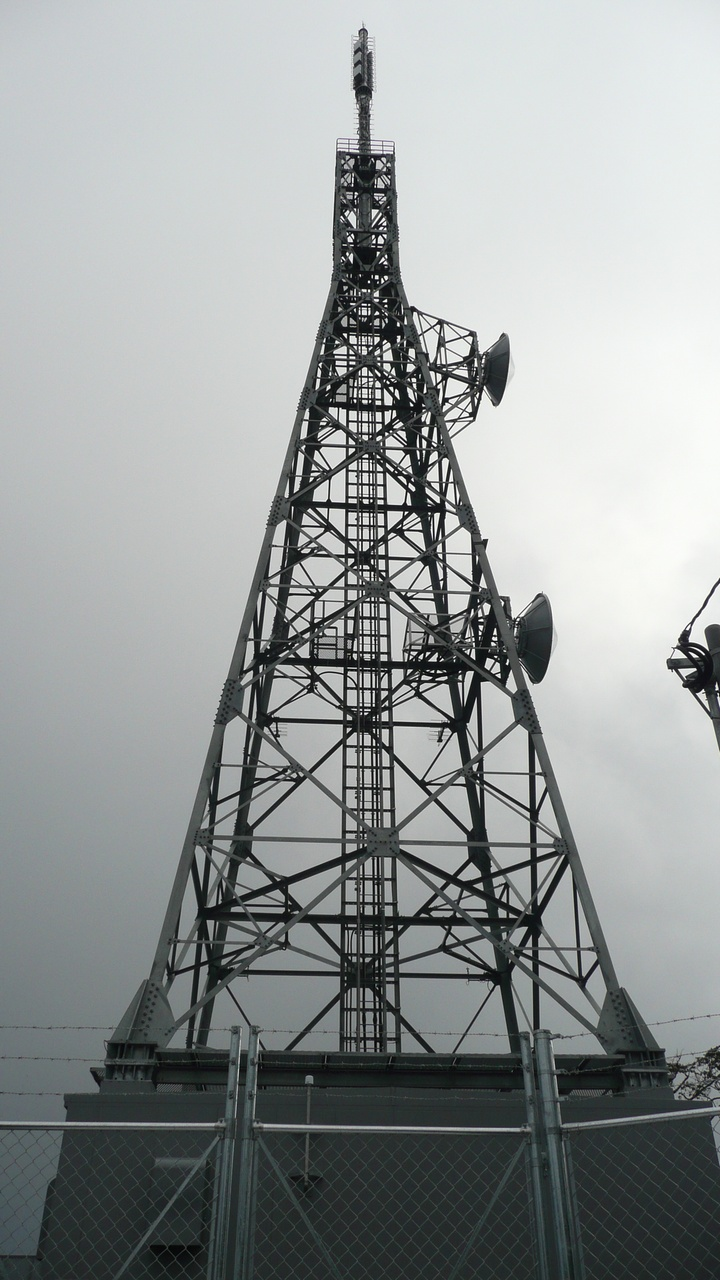
竣工当時の鹿屋デジタルテレビ中継局（2007年撮影）
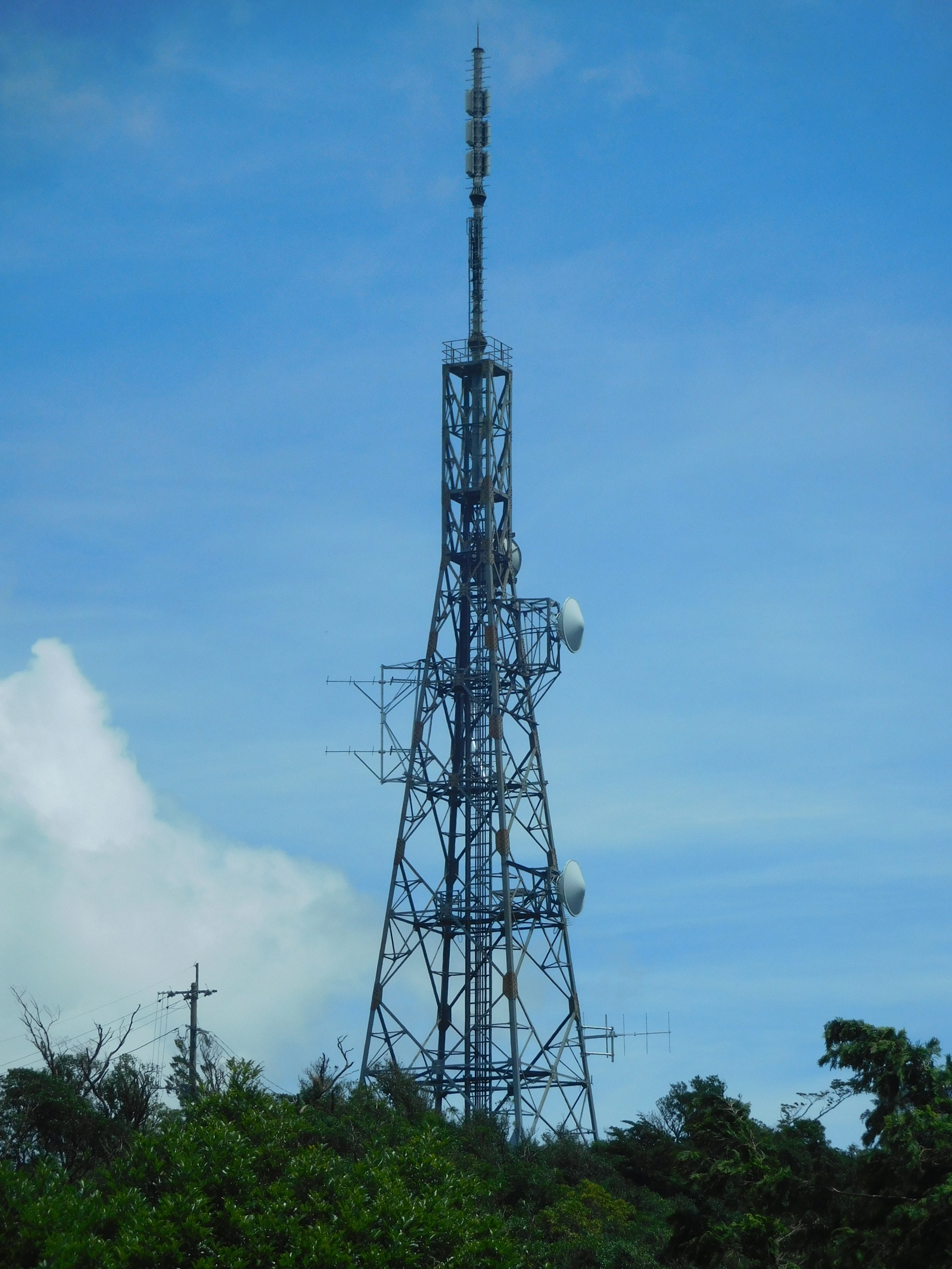
2015年7月時点の外観 VHFの八木アンテナが5本追加されている
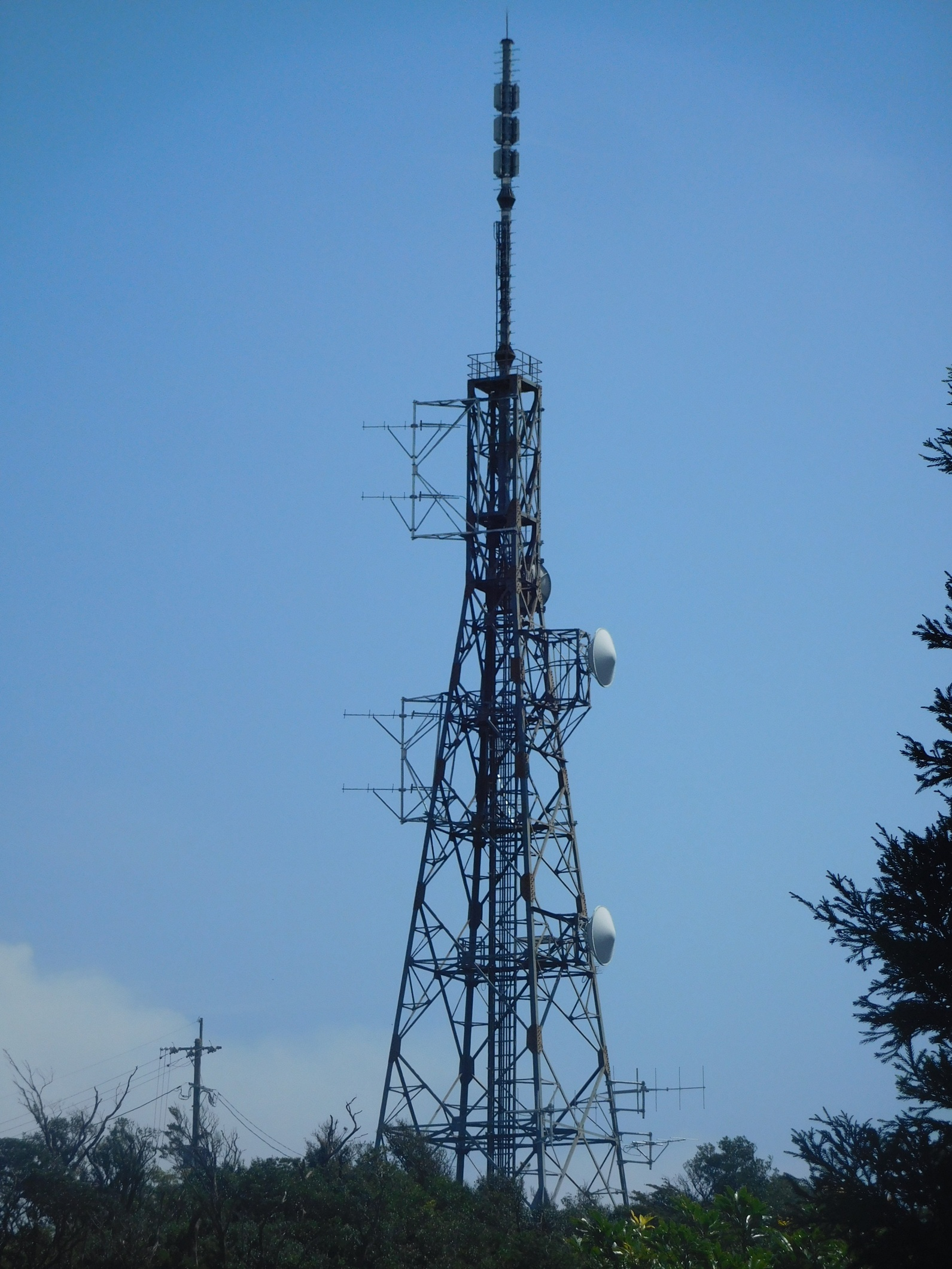
2015年9月時点の外観 VHFの八木アンテナが7月時点と比較して、更に5本追加されている

#### アナログテレビ放送
NHKとMBCは1960年11月10日、KTSは1970年4月16日、KKBは1982年10月1日、KYTは1994年4月1日にそれぞれ開局し、全局2011年7月24日に廃局した。
NHK鹿児島放送局は鹿屋テレビ中継放送所、南日本放送は鹿屋テレビジョン中継局・鹿屋テレビ中継局としている。アナログテレビ放送の中継局としては民間放送局においては九州初、NHKにおいても延岡中継局に次いで九州で2番目の設置となった。KTSのエリア内世帯数は47,510世帯。
御岳の登山道に沿うように設置されており、御岳6合目にKTSとKYTが使用する局舎が、そこからおよそ10 - 20メートル下った地点（鹿屋市有武町字大都1399、海抜920メートル地点）にNHK総合・NHK教育・NHK-FM・MBC・KKB・FM鹿児島の6局が使用する局舎がある。御岳の登山口からは徒歩30分程度かかり、車を乗りつけることは出来ない。このため、災害時には崖崩れや倒木などで局舎まで辿り着けないことがあり、これが地上デジタル放送の中継局が別場所に設置される原因となった。
受信元は鹿児島親局と指宿中継局。鹿屋中継局からは志布志中継局や大隅中継局などへ伝送されていた。
NHK・MBCの局舎の施工業者は清水建設・芝電機。総工費はNHK・MBCが約1,500万円、KTSが約2,700万円。
現地（高隅山）に設置されている案内板や、中学校・高校で実施される御岳登山のしおりには「テレビ塔」と記載されており、御岳登山の目印や休憩地となる。
| 放送局名            | チャンネル | 空中線電力               | ERP                          | 放送対象地域 | 放送区域内世帯数 |
| ------------------- | ---------- | ------------------------ | ---------------------------- | ------------ | ---------------- |
| NHK鹿児島教育       | 2ch        | 映像75W（45W）/音声18.5W | 映像210W（125W）/音声51W     | 全国放送     | -                |
| NHK鹿児島総合       | 4ch        | 映像75W（45W）/音声18.5W | 映像200W（120W）/音声50W     | 鹿児島県     | -                |
| MBC南日本放送       | 6ch        | 映像75W（45W）/音声18.5W | 映像270W（160W）/音声67W     | 鹿児島県     | -                |
| KYT鹿児島讀賣テレビ | 25ch       | 映像300W（180W）/音声75W | 映像2.9kW（1.75kW）/音声730W | 鹿児島県     | -                |
| KKB鹿児島放送       | 31ch       | 映像300W（180W）/音声75W | 映像2.9kW（1.75kW）/音声730W | 鹿児島県     | -                |
| KTS鹿児島テレビ放送 | 33ch       | 映像300W（180W）/音声75W | 映像2.9kW（1.75kW）/音声730W | 鹿児島県     | -                |

データは2008年時点の無線局免許状等情報に基づく。

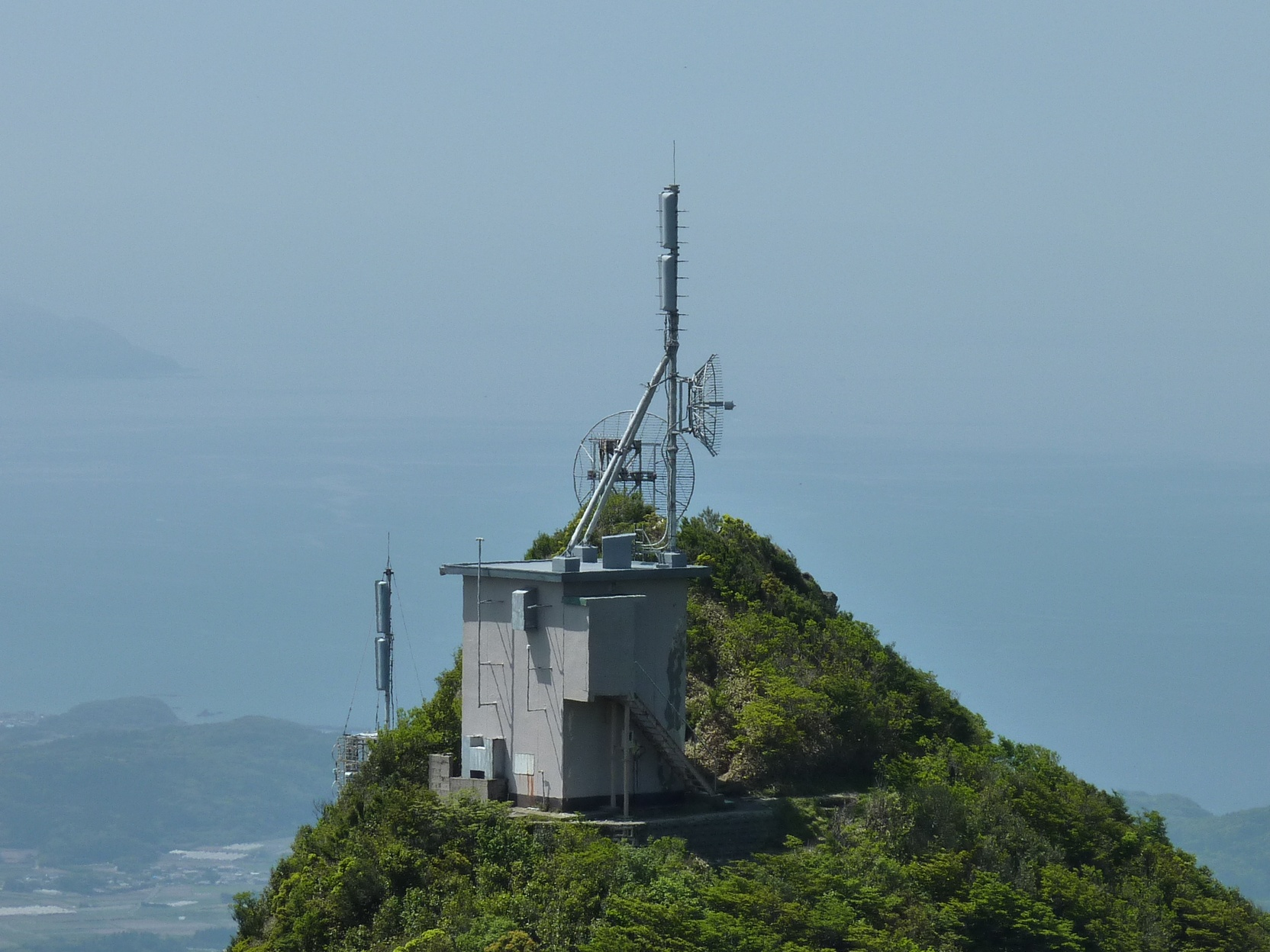
KTSとKYTのアナログ中継局（2012年撮影）
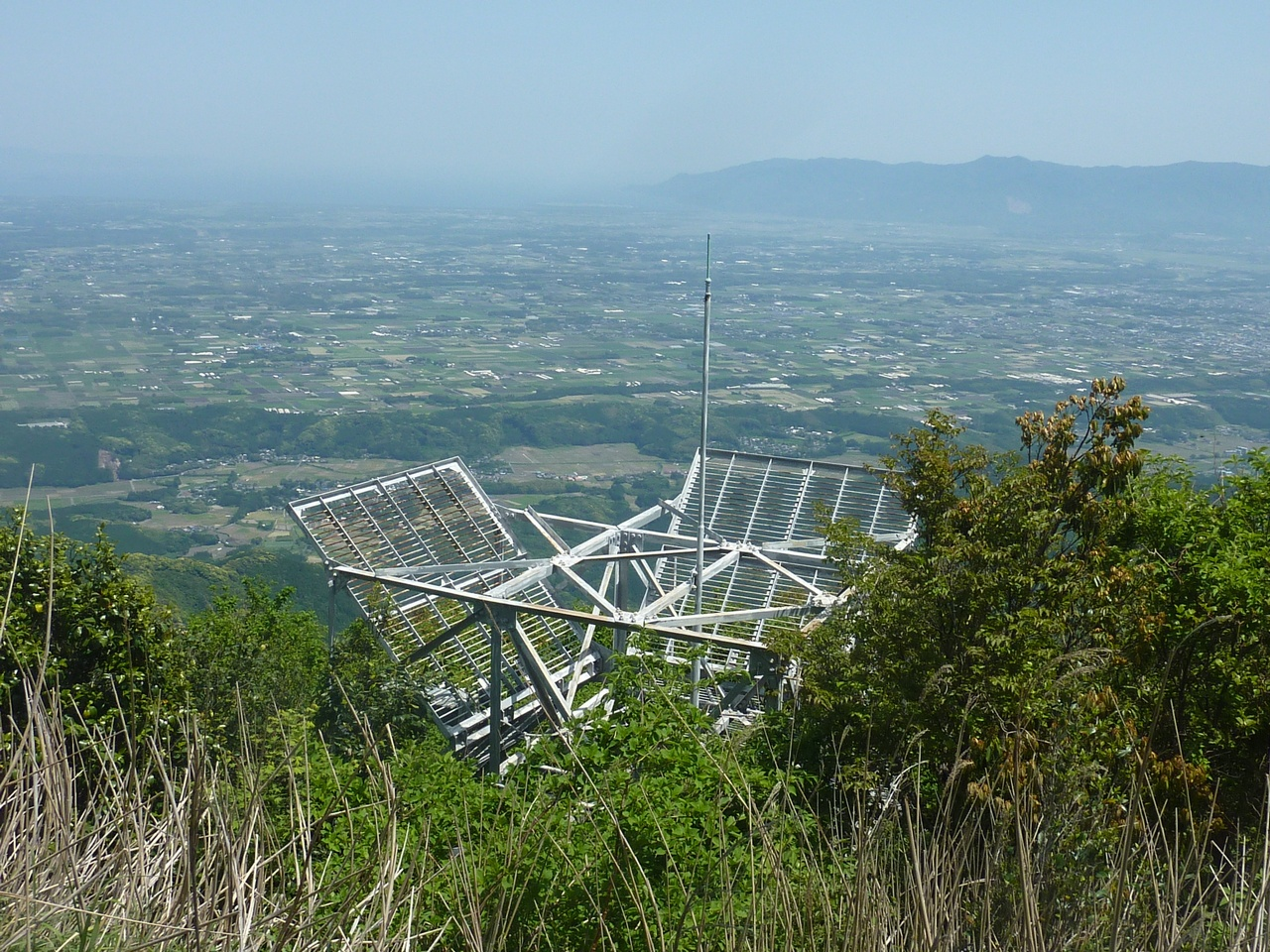
MBCの送信アンテナ（2012年撮影）局舎はNHK、KKB、FM鹿児島と共用であった。

#### FMラジオ放送
FMかのやは横尾岳に単独で設置。放送区域内世帯数は送信所が霧島ヶ丘にあった2006 - 2009年のものである。
エフエム鹿児島は枕崎中継局の電波を中継（2009年時点）。エフエム鹿児島のERPはかつては260W（NHK-FMと同一）であったが、2015年現在は645Wに変更されている。放送区域内世帯数は2009年時点のものである。
MBCラジオはFM補完中継局として2015年11月に設置された。総事業費3,823.2万円のうち3分の1は国が負担した。ERPはエフエム鹿児島と近似の630Wである。所在地はMBCが公表した資料（タイムテーブル・公式サイトなど）や南日本新聞記事のいずれも「高隈山」とだけ記しており、具体的な住所は公表されていない。
| 放送局名                           | コールサイン | 周波数  | 空中線電力 | ERP   | 放送対象地域 | 放送区域内世帯数 |
| ---------------------------------- | ------------ | ------- | ---------- | ----- | ------------ | ---------------- |
| エフエム鹿児島（μFM）              | -            | 79.0MHz | 100W       | 645W  | 鹿児島県     | 77,012世帯       |
| NHK-FM放送                         | -            | 84.1MHz | 100W       | 260W  | 鹿児島県     | -                |
| 南日本放送（MBCラジオ）            | -            | 94.2MHz | 100W       | 630W  | 鹿児島県     | -                |
| かのやコミュニティ放送（FMかのや） | JOZZ0AY-FM   | 77.2MHz | 20W        | 25.2W | 鹿屋市       | 30,052世帯       |

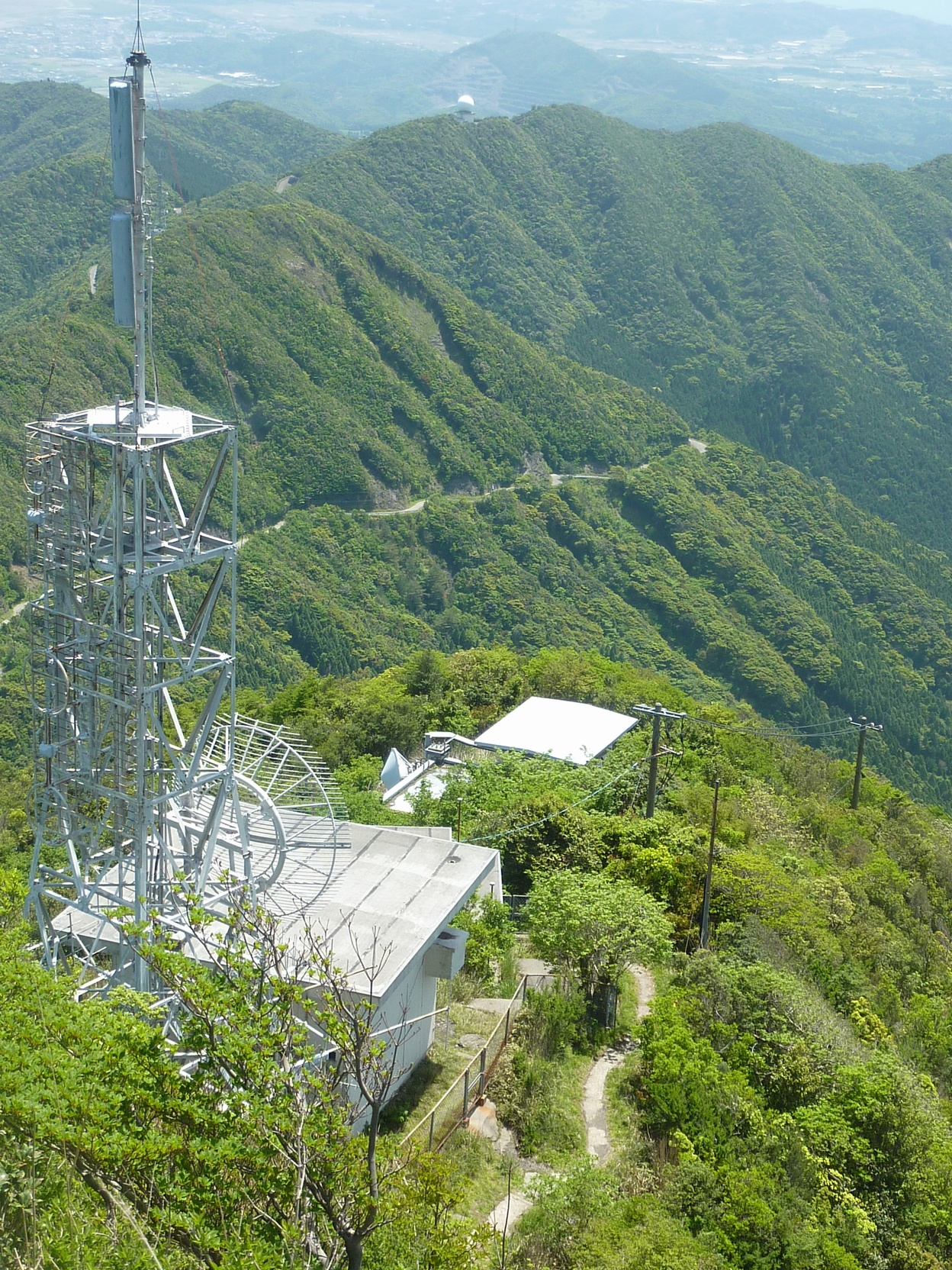
NHK-FMとFM鹿児島の中継局（2012年撮影）。かつてはNHK総合・教育・KKBアナログの電波も送信されていた。2015年までにFM鹿児島のERPが変更されており、FM鹿児島が現在も同施設を使用しているかは不明。
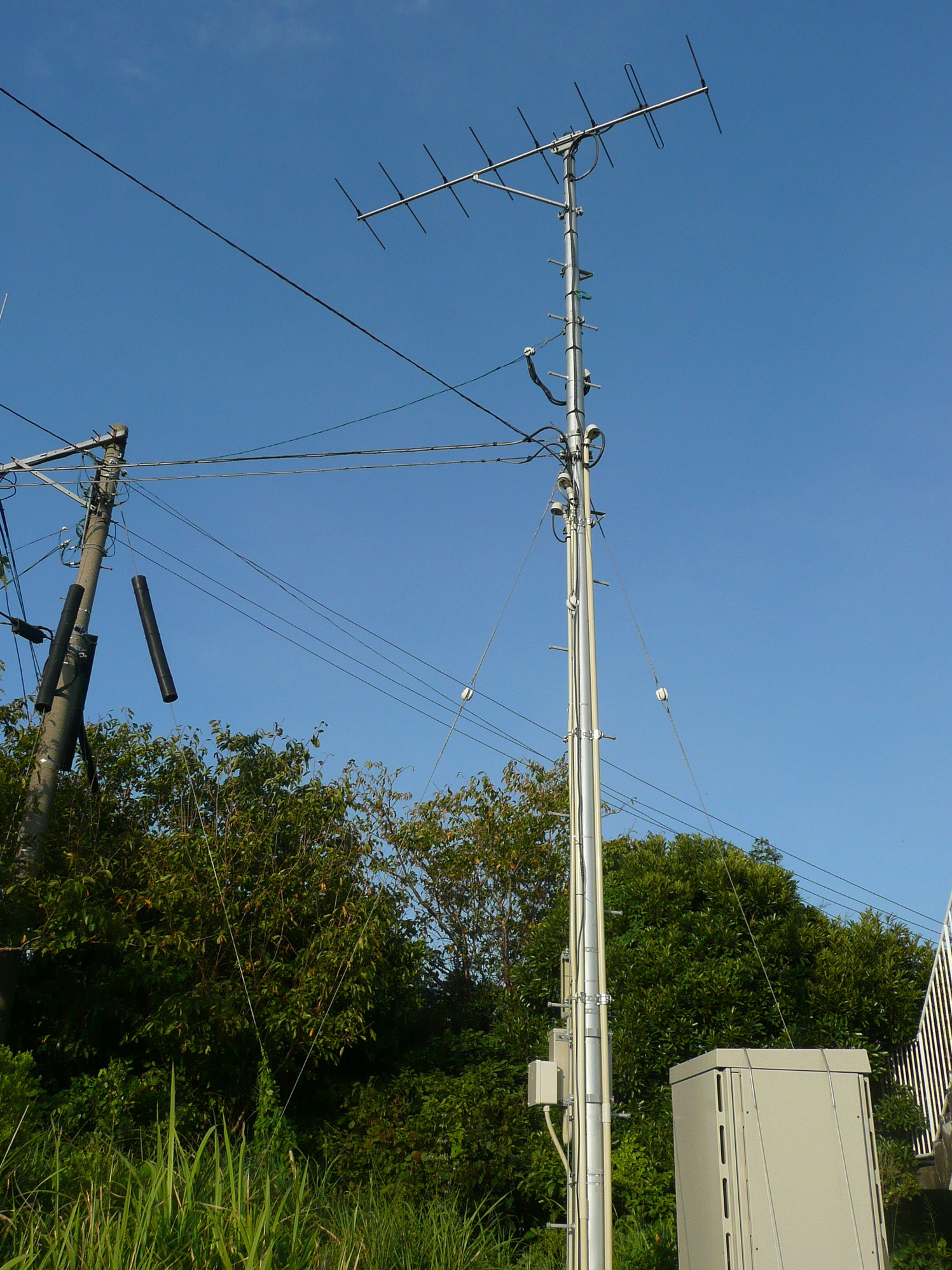
FMかのや・送信アンテナ（横尾岳）

### 主な放送エリア

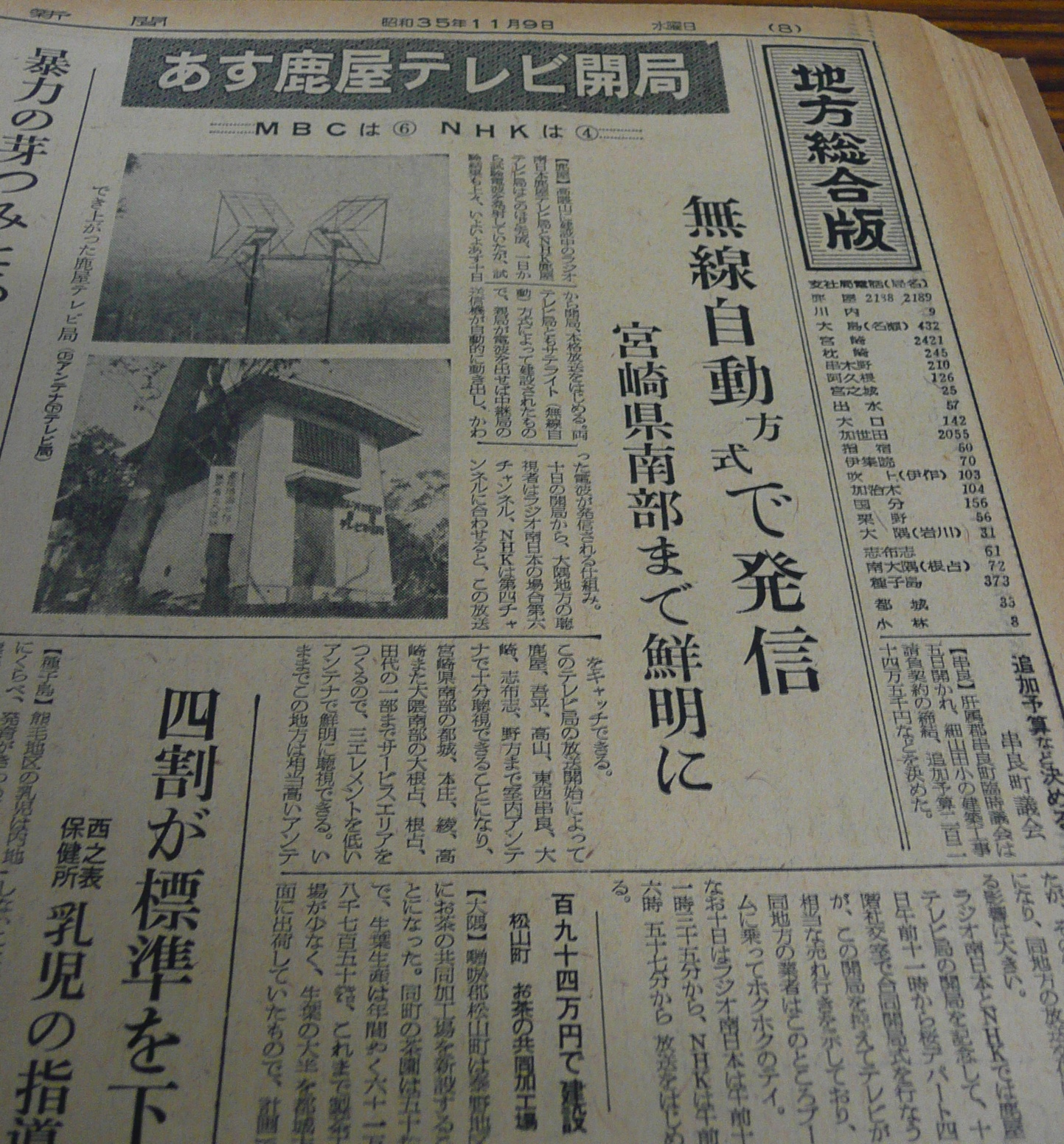
南日本新聞は「宮崎県南部まで鮮明に」との見出しでアナログテレビ放送開始を報じた（1960年11月9日）

大隅半島のうち肝属地区、特に肝属平野を中心としているが、地形的な関係上鹿児島湾（錦江湾）沿岸地域や旧内之浦町、旧輝北町などの例外がある（錦江湾沿岸地域は一部がエリア内であるが、鹿児島親局や指宿中継局の受信が一般的）。
テレビ放送
鹿屋市（旧輝北町除く）、肝付町のうち旧高山町、東串良町、大崎町、志布志市のうち旧有明町、曽於市のうち旧大隅町を中心に視聴されている。デジタル放送では薩摩半島の鹿児島湾沿岸（鹿児島市の旧喜入町、指宿市）も放送区域に含まれている。
アナログテレビ放送開始時（カラー放送実施前の）の1960年当時に南日本新聞は、主な視聴地域では室内アンテナで十分視聴可能とし、錦江町、南大隅町根占や宮崎県都城市（旧高崎町含む）、綾町、国富町本庄でも3エレメント程度のアンテナで受信可能と報じた。
海抜高度の高さや出力の高さから遠距離受信も盛んで、宮崎県串間市や都城市、三股町では鹿屋局を向けたUHFアンテナがみられる。宮崎県の地方紙の宮崎日日新聞ではアナログ放送終了（2011年7月）まで串間と三股のチャンネルとして、鹿屋中継局のUHF波3局のチャンネルを掲載していた。
反対に山陰にあたる地域には別途中継局が設けており、鹿屋市内では鹿屋西中継局（アナログは「鹿屋郷之原中継局」と呼称しKYTを除く）・鹿屋田淵中継局（KKB・KYT除く、アナログのみ）・輝北中継局（NHKのみ）が設置されている。それでも受信状況が芳しくない地域（主に鹿屋市輝北町）では志布志中継局や末吉中継局にUHFアンテナを向けている。
FMラジオ放送
県域局は海抜高度の高さや送信出力の高さ、音声のみの放送であること、そして周波数帯（VHF）の特性からテレビ放送よりも広範囲をカバーしており、大隅半島の大部分で良好に聴取可能。宮崎県南部でも大半の地域で聴取自体は可能だが、宮崎市周辺では宮崎ケーブルテレビが79.0MHzでエフエム宮崎を再送信しているため、μFMのみ混信が発生する地域がある。
コミュニティFMのFMかのやは県域局と比較して5分の1の出力であることや海抜高度が400メートル程度であることから、県域局ほどのエリアはカバーしていなく、鹿屋市内でも聴取が困難な地域が存在する。反対に見通しさえ良好であれば薩摩半島や宮崎県串間市、都城市でも聴取は可能である。

### AMラジオ放送
鹿屋市内には（少なくとも）2回AMラジオ放送の送信所が設置されていた。基幹放送用周波数使用計画では、2014年現在もMBCラジオ（南日本放送）が鹿屋で1107kHz・出力1kWの中継局を設置できるように電波を割り当てている。
終戦直後の一時期に、極東空軍（アメリカ軍）の放送局が設置されていた。コールサインはWLKA、周波数1400kHz・出力400Wで送信していた。1948年2月閉局とされる（アメリカ軍による放送についてはAFNも参照）。
1962年にはMBCラジオ（南日本放送）が鹿屋市札元1丁目13番15号に中継局（鹿屋ラジオ放送局）を設置した。ラジオ中継局設置へ至った理由としては、MRTラジオの電波を容易に聴取できたことによる聴取者流出のほか、鹿屋市に本社を置く南九州新聞社のラジオ局の設置計画への対抗が挙げられている。
鹿児島市からは60MHz帯の放送回線を用いて鹿屋市立寿小学校まで一旦伝送し、札元の送信所までは電話回線で伝送していた。しかし、MBCラジオの親局移転による受信改善効果や札元地区の住宅地化などの要因により2003年3月末をもって廃局した。開局時には1060kHz・100Wで、廃局時には1062kHz・100Wで送信していた。
上記のとおりMBCラジオの鹿屋FM補完中継局が2015年11月に開局し、12年8か月ぶりに鹿屋市にMBCラジオの中継局が復活したことになる。

## 第三者無線
第三者無線の「鹿屋中継局」は九州移動無線センターが運営する中継局。鹿屋市南部の横尾岳に設置されており、800MHz帯・40Wで送信している。通話可能エリアとしては、テレビ放送の範囲に加えて垂水市や南大隅方面、宮崎県串間市もカバーしている。

## 参考資料
- 『全国テレビジョン・FM・ラジオ放送局一覧』 NHKアイテック、2002年。
- 『枕崎中継局・鹿屋中継局の放送中断についてお詫びと経過説明』 エフエム鹿児島、2009年2月24日。リンク先は2009年5月6日時点のアーカイブ。
- 『鹿児島テレビ10年史』 鹿児島テレビ放送、1980年5月。
- 『KKBのあゆみ - デジタル中継局竣工式（鹿屋中継局）』 鹿児島放送、2007年9月19日。
- 『鹿児島放送30年のあゆみ』鹿児島放送、2013年。
- 『800MHz帯デジタルMCAのエリア拡大』 九州総合通信局、2004年9月27日、現在はリンク切れ。
- 『コミュニティ放送局に予備免許』 九州総合通信局、2006年6月6日。
- 『鹿児島県内のコミュニティ放送局2局が開局』九州総合通信局、2006年8月4日。
- 『鹿児島県内の地上デジタルテレビジョン放送局に予備免許』 九州総合通信局、2007年7月30日。
- 『鹿児島県内の地上デジタル放送の試験放送開始』 九州総合通信局、2007年9月19日。
- 『九州地域におけるラジオの強靱化 -地上基幹放送ネットワーク整備事業及び民放ラジオ難聴解消支援事業の交付を決定-』九州総合通信局、2015年3月31日。
- 『無線局免許情報検索』 総務省、2008年8月29日閲覧（FMラジオは2015年10月24日現在のデータも閲覧）。空中線電力・実効放射電力などがわかる。
- 日本放送協会・編『ラジオ年鑑（昭和23年度版）』 日本放送協会出版、1948年。
- 日本放送協会・編『NHK年鑑』（1961年・1963年・1966年版）
  - 『NHK年鑑 1962-1（1961年版）』 ISBN 4-89714-773-5
  - 『NHK年鑑 1963（1963年版）』 ISBN 4-89714-775-1
  - 『NHK年鑑 1966（1966年版）』 ISBN 4-89714-778-6
- 『南日本新聞』 南日本新聞社、1960年11月9日、11月11日、1970年4月17日、4月22日、1982年9月23日、1994年3月23日、3月31日。2015年10月16日。
  - 「南日本放送、FM補完中継3局開局へ」（2015年10月16日27面）
- 『南日本放送十年史』 南日本放送、1963年。
  - 特に「鹿屋テレビジョン中継局」「鹿屋ラジオ放送局」の節（172-175頁）が詳しい。
- 『生き生き25年 南日本放送のあゆみ』 南日本放送、1978年10月。
- 『MBC50年の軌跡』 南日本放送、2004年。
- 『MBC51〜60年の軌跡 〜地域メディアとして〜』南日本放送、2014年。
  - 特に「地上デジタルテレビ放送「あまねく受信」を目指して」（86頁）が詳しい。

### 放送エリア
- 『日向日日新聞』 宮崎日日新聞社、1960年10月1日。
  - 『MRT宮崎放送50年史』に載せられたテレビ開局当時のタイムテーブルで代用可能。南日本新聞の記事（1960年10月2日）にも「大隅で視聴可能」といった旨が記載されている。
- 『宮崎放送三十年史』 宮崎放送、1984年12月。
- 『RADIO Time Table 2007.7 8 9』 宮崎放送、2007年7月。
  - 公式サイトの会社案内（外部リンク）で代用可能。
- 『UMKテレビ宮崎の30年』 テレビ宮崎、2002年。
- 『FM Miyazaki time table』 エフエム宮崎、2007年4月。